# Selat Tanjung Medan
Selat Tanjung Medan is een bestuurslaag in het regentschap Tanjung Balai van de provincie Noord-Sumatra, Indonesië. Selat Tanjung Medan telt 4349 inwoners (volkstelling 2010).